# Dory-Nunatak
Der Dory-Nunatak ist ein 1,7 km langer Nunatak aus Sandstein im ostantarktischen Viktorialand. In der Convoy Range ragt er aus dem südwestlichen Teil des Flight-Deck-Firnfelds 2,5 km südwestlich des Dotson Ridge auf.
Eine in diesem Gebiet zwischen 1989 und 1990 im Rahmen des New Zealand Antarctic Research Program tätige Mannschaft benannte ihn nach einer Dory. Hintergrund dieser Benennung ist, dass der Nunatak wie ein kleines Segelboot inmitten der Eismassen erscheint.